# Juraniowa Przełęcz
Juraniowa Przełęcz (słow. sedlo Prislop) – znajdująca się na wysokości 1376 m (według niektórych wcześniejszych pomiarów 1382 m) wybitna przełęcz w północnej grani Wołowca pomiędzy Bobrowcem (1665 m) a Parzątczakiem (1486 m) w Tatrach Zachodnich. Przez grań tę przebiega granica polsko-słowacka i Wielki Europejski Dział Wodny (między zlewniami Morza Czarnego i Bałtyku). Zachodnie stoki spod Juraniowej Przełęczy opadają do słowackiej Doliny Juraniowej, wschodnie do polskiej doliny Głębowiec. Tuż po północnej stronie Juraniowej Przełęczy odchodzi krótka grzęda Wałowca, oddzielająca główny ciąg Doliny Juraniowej od jej odnogi – Jaworzynki Juraniowej. Na polskiej stronie, pod szczytem Parzątczaka znajduje się polana Jaworzyna pod Furkaską, prowadzi z niej przez Juraniową Przełęcz droga do Doliny Juraniowej.
Przełęcz jest porośnięta lasem. Dawniej prowadził przez nią szlak turystyczny z Bobrowieckiej Przełęczy przez Bobrowiec na Umarłą Przełęcz. Został przez TANAP zamknięty w czerwcu 2008 r.